# Brussels Summer Festival
Het Brussels Summer Festival, afgekort BSF, is een jaarlijks tiendaags muziek- en cultuurfestival in de stad Brussel dat sinds de start in 2002 uitgroeide tot het belangrijkste culturele evenement van de maand augustus in Brussel. In 2020 werd het afgelast wegens corona, sindsdien heeft het niet meer plaatsgevonden.

## Geschiedenis
De eerste editie van het Brussels Summer Festival werd in 2002 georganiseerd door Jean Steffens, huidig organisator van het Waalse festival Francofolies de Spa en coördinator Martine Coopman. Het stadsfestival dat toen nog Brussels European Rythm's Festival (afgekort Eu'ritmix) heette, was gratis en huisvestte vooral Europese artiesten met een typisch repertoire van hun land. De eerste editie vond plaats op vier Brusselse pleinen in de buurt van de Grote Markt op 23, 24 en 25 augustus en liet een dertigtal Europese artiesten zien.
In 2003 bood het stadsfestival ongeveer 70 gratis optredens verspreid over vier dagen en steeg het bezoekersaantal tot 90.000, bijna een verdubbeling tegenover de vorige editie. De tweede editie werd afgesloten door de Franse band Gotan Project op de Grote Markt. Andere optredens vonden toen plaats op het Sint-Katelijneplein en het Muntplein.
Twee jaar later werd het aantal concerten verdubbeld tot een 150-tal. Eu’ritmix spreidde zich toen over tien podia in openlucht en tien indoor-locaties. Op de affiche prijkten in 2005 onder meer Urban Trad en An Pierlé.
De naam van het festival werd in 2007 omgedoopt tot Brussels Summer Festival (BSF). Dat jaar vonden er meer dan 300 activiteiten plaats op 25 locaties, waaronder optredens op de Grote Markt van Arid, Vaya Con Dios en Level 42. Het festival, dat dat jaar 17 dagen duurde, bereikte meer dan 250.000 bezoekers.
De organisatoren programmeren almaar grotere namen. Zo concerteerden er de afgelopen jaren internationale artiesten als Iggy Pop, Level 42, The Stranglers, Roger Hodgson van Supertramp en John Cale. In 2013 gaven onder meer The Dandy Warhols, Amy MacDonald, Madness en Karl Bartos van Kraftwerk concerten op het festival. Met meer dan 120.000 bezoekers die gedurende tien dagen de meer dan 100 concerten op de drie podia bijwoonden, was de twaalfde editie de succesvolste sinds 2008.

## Jaren

### Eu'ritmix
2002
Blue Blot, Think of One, Wawadadakwa, Carlos Nunez, Camden, Twarres, e.a.
2003
Gotan Project, Perry Rose, Jaune Toujours, Steve Houben, e.a.
2004
The Nits, Scala, Urban Trad, Anouar Brahem, e.a.
2005
Urban Trad, Alan Stivell, Richard Thompson, An Pierlé, Sioen, e.a.
2006
Jacques Stotzem, Zap Mama, Carlos Núñez, e.a.

### Brussels Summer Festival
2007
Arid, Vaya Con Dios, Nathalie Loriers, Orishas, Louis Bertignac, Les Wampas, Level 42 e.a.
2008
Sébastien Tellier, Cassius, Girls in Hawaii, Arid, AaRON, IAMX, Mix Master Mike, A Brand, Mud Flow, The Hoosiers, e.a.
2009
Jasper Erkens, Scylla, A Brand, L'Algérino, Milow, Philip Catherine's Acoustic Trio, Machiavel, Jacques Stotzem, Triggerfinger, Selah Sue, Vive la Fête, e.a.
2010
Ghinzu, Puggy, Roger Hodgson (Supertramp), Gotan Project, Philippe Lafontaine, The Tellers, Machiavel, Freaky Age, Nouvelle Vague, e.a.
2011
Hooverphonic, Ozark Henry, Archive, De La Soul, Karl Bartos, Soprano, Zaz, Montevideo, Jamie Cullum, Balthazar, The Bony King of Nowhere, K's Choice, An Pierlé & White Velvet, e.a.
2012
John Cale, Montevideo, Dr. Lektroluv, Bénabar, Geike Arnaert, The Stranglers, Catherine Ringer (Les Rita Mitsouko), Iggy & The Stooges, Vive La Fête, e.a.
2013
Black Box Revelation, Miss Kittin, Absynthe Minded, K's Choice, Amy MacDonald, The Dandy Warhols, Madness, Brussels Jazz Orchestra, Karl Bartos (Kraftwerk), Dan Lacksman (Telex), An Pierlé, Montevideo, Channel Zero, Lee Thompson, Arno, Puggy, e.a.
2014
Texas, Suede, IAM, Patti Smith, Ozark Henry, James Arthur, Patrice, Front 242, Dub Inc, Sergent Garcia, Emiliana Torrini, Milky Chance, Psy 4 De la Rime, Noa Moon, Arsenal, Skip The Use, Axelle Red, Channel Zero, e.a.
2015
|               | vrijdag 14 augustus                              | zaterdag 15 augustus                     | zondag 16 augustus                    | maandag 17 augustus                           | dinsdag 18 augustus                     | woensdag 19 augustus                                                     | donderdag 20 augustus                            | vrijdag 21 augustus                                        | zaterdag 22 augustus                                 | zondag 23 augustus          |
| ------------- | ------------------------------------------------ | ---------------------------------------- | ------------------------------------- | --------------------------------------------- | --------------------------------------- | ------------------------------------------------------------------------ | ------------------------------------------------ | ---------------------------------------------------------- | ---------------------------------------------------- | --------------------------- |
| Paleizenplein |                                                  |                                          |                                       |                                               |                                         | Black M Disiz Bigflo & Oli                                               | Basement Jaxx The Subs The Ting Tings Imelda May | Etienne Daho Girls in Hawaii Alice on the Roof Lemon Straw | Triggerfinger Flogging Molly Therapy? Romano Nervoso | Archive AaRON OMD Paon      |
| La Madeleine  | Bony King Kid Wise Soldier's Heart               | Mud Flow Sonnfjord Natas Loves You       | Soldout Nicola Testa Le Prince Miiaou | Benjamin Clementine Kris Dane Celena & Sophia | DAAN Vincent Liben Joe Bel              | Soviet Suprem Benjamin Schoons Sabino Orsino & Jacques Duvall Klô Pelgag | Boulevard Des Airs Joseph D'Anvers Grandgeorge   | My Little Cheap Dictaphone/MLCD The Belgians Gaëtan Streel |                                                      | Yelle Perez Victoria + Jean |
| Kunstberg     | Charlie Winston Douglas Firs Great Mountain Fire | Cats on Trees Moriarty Elvis Black Stars | Magnus Sharko Gonzo                   | Matisyahu Perpoljak Heymoonshakers            | Intergalactic Lovers Roosbeef Abel Cain | Jali Riviere Noire Sarah Carlier                                         | Novastar Matt Simons Typh Barrow                 | Amadou & Mariam Le Peuple de l'Herbe Sharkbone 14          | Clinton Fearon Biga Ranx One Root                    |                             |

2017
Adrien Soleiman – Akro – Alex Germys – Allez Allez – André Brasseur – Atomic Spliff – BaliMurphy – Bears of Legende – Benjamin Schoos – Bimbo Delice – Black Box Revelation – Boulevard des Airs – Calypso Rose – Clara Luciani – Clare Louise – David Leo – Delta – Faon Faon – Feist – Fishbach – French Fuse – Goldfrapp – Goose – Guizmo – Henri Pfr – I. Paduart & Q. Dujardin (feat M. Katche) – Igit – Jacle Bow – Jahneration – Jain – Jil Caplan – Joe Bel – Klô Pelgag – Konoba – Krono – La Femme – Lara – Las Aves – Laura Crowe – Le 8e Groupe – Le Manou – Lescop – Lisa Leblanc – Little Hurricane – Magyd Cherfi – Mass Hysteria – Mhd – Mia Lena – Milow – Mountain Bike – Mugwump – Noa – Nouvelle Vague – Octave Noire – Ollebirde – Orbital – Oyster Node – Ozark Henry – Pale Grey – Part-Time Friends – Pet Shop Boys – Piano Club – Pierce Brothers – Puggy – Radical Face – Remy Bricka – Rinôçerôse – Rive – Sacha Toorop – Saule – Seven – Soldout – Sonnfjord – Talisco – Teemid – The Black Tartan Clan – The Divine Comedy – The Jesus and Mary Chain – The Pirouettes – The Tringlers – Trust – Typh Barrow – Va À La Plage – Viktor Lazlo – Wild Shelter – WUMAN
2018
Abel Caine – Adam Naas – Alice Merton – Arsenal – Atome – BirdPen – Calexico – Camille – Carpenter Brut – Chance – Charlotte – Clara Luciani – dEUS – DBFC – Ebbene – Fantastic Negrito – Feder – Fink – Foé – FùGù Mango – General Elektriks – Glass Museum – Goodbye Moscow – Hervé – Hollydays – Jasper Steverlinck – Juniore – King Child – La Smala – Last Train – Les Negresses Vertes – Lord Gasmique – Lylac – Malo' – Matmatah – Millionaire – Noa Moon – Ofenbach – Orelsan – Pale Grey – Part-Time Friends – R.O x Konoba – Raphael – Raxola – Roméo Elvis x Le Motel – Sage – Shaka Ponk – Slongs – Sonnfjord – Soviet Suprem – St James – Stef Kamil Carlens – The Experimental Tropic Blues Band – The Inspector Cluzo – Theo Clark – Therapie Taxi – Thirty Seconds To Mars – Todiefor – Wild Shelter – YellowStraps – Youngr
2019
|               | woensdag 14 augustus                                  | donderdag 15 augustus                                | vrijdag 16 augustus                                                  | zaterdag 17 augustus                      | zondag 18 augustus                         |
| ------------- | ----------------------------------------------------- | ---------------------------------------------------- | -------------------------------------------------------------------- | ----------------------------------------- | ------------------------------------------ |
| Paleizenplein | Arden Son Lux Tove Lo Christine and The Queens        | Lord & Hardy Columbine Caballero & JeanJass Booba    | Behind The Pines Manic Street Preachers Hooverphonic Giorgio Moroder | Zappeur Palace Suarez Hyphen Hyphen KYO   | Leomind MØ Rudimental Lost Frequencies     |
| La Madeleine  | Glauque Dampa SEIN                                    | Martha Da'ro Nana Adjoa Ozya                         | Ykons Inuït Whispering Sons                                          | Tanaë Clou Mogli                          | Le Manou Rive Alice et Moi                 |
| Kunstberg     | Krakin' Kellys Eiffel Collectif 13 Les Fatals Picards | Pomme Grand Blanc Stuck In The Sound Feu! Chatterton | Lonepsi KIKESA S.Pri Noir Gringe                                     | GRAViiTY Todiefor The Avener The Magician | The Pirouettes Blanche Mustii Alvaro Soler |